# Pech (Ariège)
Pech é uma comuna francesa na região administrativa de Occitânia, no departamento de Ariège.

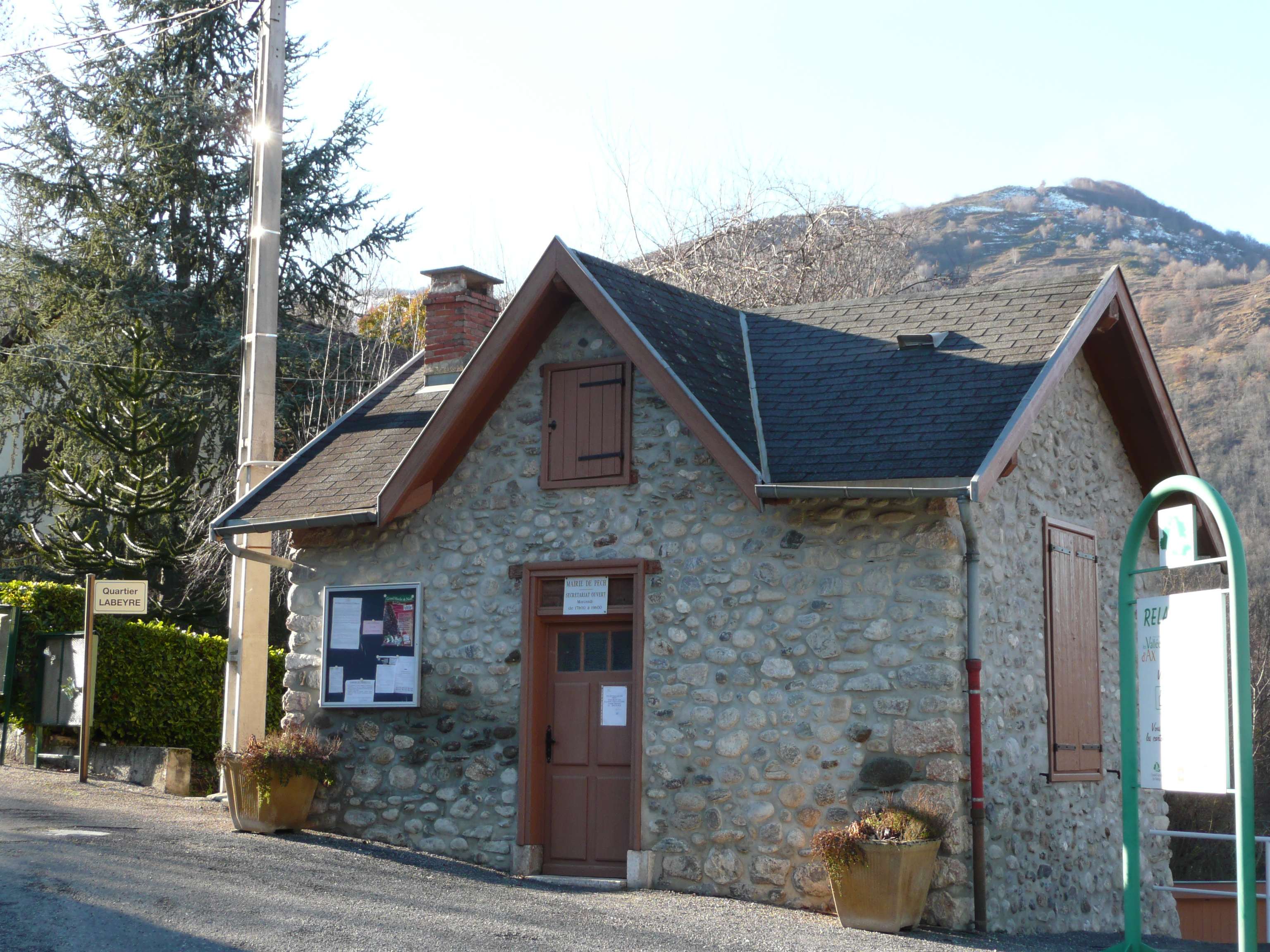
Prefeitura de Pech